# Dendropathes bacotaylorae
Dendropathes bacotaylorae är en korallart som beskrevs av Opresko 2005. Dendropathes bacotaylorae ingår i släktet Dendropathes och familjen Schizopathidae. Inga underarter finns listade i Catalogue of Life.